# Дідіно (Первоуральський міський округ)
Ді́діно (рос. Дидино) — селище у складі Первоуральського міського округу Свердловської області.
Населення — 5 осіб (2010, 10 у 2002).
Національний склад станом на 2002 рік: татари — 60 %, росіяни — 40 %.